# Euryarthrum dilatipenne
Euryarthrum dilatipenne là một loài bọ cánh cứng trong họ Cerambycidae.